# Gabriel Hanotaux
Albert Auguste Gabriel Hanotaux, född 9 november 1853, död 11 april 1944, var en fransk politiker och historiker.
Hanotaux blev efter genomgången av École des chartes maître de conférences vid École des hautes études 1879 arkivarie i utrikesdepartementet, chef för utrikesministerns kabinett under Léon Gambetta och Jules Ferry. Han blev därefter 1885 ambassadör i Konstantinopel. Efter att 1886-89 varit deputerade, återvände han till den diplomatiska banan. I maj 1894 blev han utrikesminister i Charles Dupuys regering och innehade samma post i Jules Mélines regering 1896-1898. Som utrikesminister handhade Hanotaux de viktiga frågorna om fransk-rysk allians samt gränsregleringen mellan franska och brittiska besittningar i Afrika. År 1897 utkom de två första delarna av hans Histoire de Richelieu, vilket ledde till att han invaldes i Franska akademien. År 1898 drog han sig tillbaka från politiken för att helt ägna sig åt historiskt författarskap. Hanotaux utgav och redigerade senare Histoire de la France contemporaine 1871-1892 (4 band, 1903-1906), Jeanne d'Arc (1911), Histoire illustrée de la guerre de 1914 (17 band, 1915-1926). Under hans ledning utgavs även samlingsverket Histoire de la nation française (1921-1930). Under första världskriget sändes Hanotaux i flera halvofficiella missioner för fransk propaganda, bland annat till Vatikanen. År 1921 var han fransk delegat vid Nationernas förbund.